# Acanthaspidia mucronata
Acanthaspidia mucronata là một loài chân đều trong họ Acanthaspidiidae. Loài này được Menzies & Schultz miêu tả khoa học năm 1968.